# Swanmore
Swanmore is een civil parish in het bestuurlijke gebied Winchester, in het Engelse graafschap Hampshire met 3017 inwoners.